# Global Broadcast Service
O Global Broadcast Service (GBS) é um sistema de comunicação vis satélite dos Estados Unidos, de alta taxa de transferência de informações para as forças de guarnição, implantadas ou em movimento.